# Agrotis consternans
Agrotis consternans är en fjärilsart som beskrevs av Hayes 1975. Agrotis consternans ingår i släktet Agrotis och familjen nattflyn. Inga underarter finns listade i Catalogue of Life.